# Γ-ウンデカラクトン
| γ-ウンデカラクトン | γ-ウンデカラクトン                     |
| ------------------ | -------------------------------------- |
|                    |                                        |
| IUPAC名            | 5-ヘプチルテトラヒドロフラン-2-オン    |
| 別名               | γ-ウンデカラクトン、4-ウンデカラクトン |
| 分子式             | C11H20O2                               |
| 分子量             | 184.27                                 |
| CAS登録番号        | 104-67-6                               |
| 形状               | 無色液体                               |
| 密度と相           | 0.94 g/cm3, 液体                       |
| 沸点               | 286 °C                                 |

γ-ウンデカラクトン（ガンマ―、γ-Undecalactone）は、分子式 C11H20O2 で表される有機化合物。ラクトンの一種である。
香料産業においては歴史的にアルデヒドC-14と通称されていた。別名ピーチアルデヒドとも呼ばれるように、桃の主要な香気成分の1つである。このアルデヒドというのは化学的な意味でのアルデヒドは意味しておらず商品名に近いものである。また、他のフルーツやココナツ、乳や和牛の肉にも含まれている。γ-デカラクトンと共に、若い女性特有の「甘い匂い」の成分の一つでもある。
主な用途は香料であり、フレーバーにもフレグランスにも使われている。フレーバーとして使用される場合には、上記した食品の香りを再現する場合の素材として使用される。フレグランスにおいて香水やボディソープなどにも使用される。特にγ-ウンデカラクトンが使用されたことが有名な香水としてゲランのMitsoukoが挙げられる。
ロート製薬の研究によると、γ-デカラクトン（ラクトンC10）とγ-ウンデカラクトン（ラクトンC11）はともに若い女性特有の甘い体臭を構成し、γ-デカラクトンは20代、本物質は30代で大幅に減少することが明らかになった。この研究は、2017年9月に神戸市で行われた日本味と匂学会第51回大会でポスター発表され、プレスリリースで配布されたPDF中の図4によると10代ではγ-デカラクトン（ラクトンC10）の濃度は0.1ppm程度、γ-ウンデカラクトン（ラクトンC11）の濃度はこの1.5倍に相当する0.15ppm～が析出されたとしている。

## 合成法
この化合物が1908年に初めて合成された際にはヒマシ油を鹸化して得られるリシノール酸を熱分解して10-ウンデシレン酸とし、これを硫酸で二重結合を移動させると同時に環化させる方法で合成された。
現代的な合成法ではオクタノールをアクリル酸に過酸化物を開始剤としてラジカル付加させて得る。また、オクタナールをアクリル酸あるいはそのエステルに同様の付加反応させて、4-オキソウンデカン酸あるいはそのエステルとし、これを還元すると同時に環化させてもγ-ウンデカラクトンが得られる。この方法ではケトンの不斉還元を行なうことで両鏡像異性体の合成も可能である。また、γ-ウンデカラクトンは (R)-体の方が香りが強いことが知られている。